# María Encarnación Roca Trías
María Encarnación «Encarna» Roca Trías (Barcelona, 26 de abril de 1944) es una jurista española. Ha sido magistrada en la Sala de lo Civil del Tribunal Supremo entre 2005 y 2014 y magistrada del Tribunal Constitucional entre 2012 y 2021, siendo, asimismo, vicepresidenta del Tribunal Constitucional entre 2017 y 2021.

## Biografía
Licenciada en Derecho en 1966 y doctora por la Universidad de Barcelona, donde fue profesora desde 1968, ocupando la cátedra de Derecho civil catalán Durán y Bas entre los años 1979 y 1998. También ha sido vicerrectora y secretaria general de la universidad entre 1986 y 1993. Ha ejercido la docencia como profesora visitante en diferentes centros, entre los que destaca el Wolfson College de Oxford (1995 y 1998), y ha participado en numerosas conferencias jurídicas internacionales. En 2012 fue investida doctora honoris causa por la Universidad de Gerona.
Fue una de los fundadores en 1980 de las Jornadas de Derecho catalán en Tosa de Mar, donde ha participado regularmente. Su tarea de investigación se ha centrado en el Derecho civil catalán, el Derecho de familia y el Derecho civil constitucional. También fue la directora de la Revista Jurídica de Cataluña (1996-2012). Ingresó en 1995 en el Instituto de Estudios Catalanes como miembro numerario y es la primera mujer que ha sido elegida miembro de la Academia de Jurisprudencia y Legislación de Cataluña (1980) y de la Real Academia de Jurisprudencia y Legislación (2011).

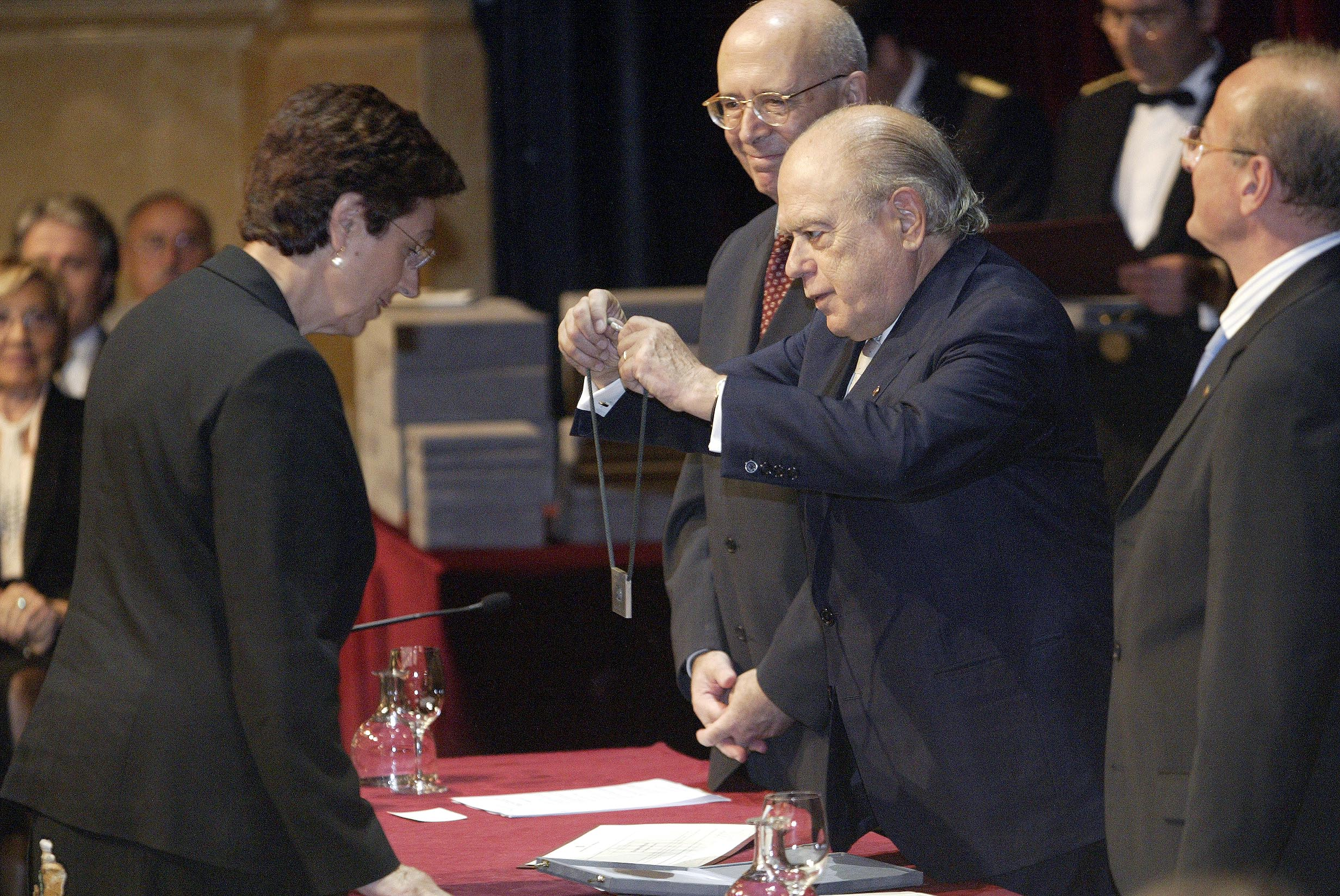
Encarna Roca recibiendo la Cruz de Sant Jordi por parte de Jordi Pujol.

Entre 1983 y 2005 fue miembro de la Comisión Jurídica Asesora de la Generalidad de Cataluña. En 2005 se convirtió en la primera mujer magistrada en la Sala de lo Civil del Tribunal Supremo de España. En la práctica jurídica ha destacado en el derecho familiar, campo en el cual sus sentencias han establecido jurisprudencia en el logro de una mayor igualdad entre los sexos en cuanto a derechos y obligaciones.
En 2012 el Congreso de los Diputados la designó magistrada del Tribunal Constitucional después a propuesta del Congreso de los Diputados. Tomó posesión de la responsabilidad el día 23 de julio. En ejercicio de su mandato se posicionó a favor declarar inconstitucional la consulta sobre el futuro político de Cataluña celebrada el 9 de noviembre de 2014 y de dos artículos de la Ley del Parlamento de Cataluña 10/2014, de 26 de septiembre, de consultas populares no referendarias y otras formas de participación ciudadana.
Tras ejercer brevemente la presidencia del Tribunal Constitucional entre el 14 de marzo y el 22 de marzo de 2017 con posterioridad a la caducidad de los mandatos como magistrados de los anteriores presidente y vicepresidente del organismo, el 22 de marzo la eligió como vicepresidenta del Alto Tribunal, cargo que ejerció hasta noviembre de 2021 cuando expiró su mandato.
En abril de 2022 el rey le concedió, a propuesta del ministro de Asuntos Exteriores, la Gran Cruz de la Orden de Isabel la Católica.

## Obras
- Naturaleza y contenido de la legítima en el derecho civil catalán (1976)
- El derecho civil catalán en la jurisprudencia (1977)
- Fundamentos de Derecho Civil de Cataluña (en 4 volúmenes, 1979-82), junto a Lluís Puig Ferriol
- Instituciones de derecho civil de Cataluña (1984), junto a Lluís Puig Ferriol
- Familia y cambio social (1999)
- Derecho de daños (2007)

## Premios
Entre varias distinciones, ha recibido los siguientes premios:
- Premio Antoni M. Borrell Soler del Instituto de Estudios Catalanes (1973)
- Premio Durán y Bas del Colegio de Abogados de Barcelona (1977)
- Premio Miquel Casals Colldecarrera de la Fundació Congrés de Cultura Catalana (1995) junto a Lluís Puig i Ferriol
- Medalla Narcís Monturiol al mérito científico y tecnológico de la Generalidad de Cataluña (2002)
- Creu de Sant Jordi de la Generalidad de Cataluña (2003)
- Premio Puig Salellas del Colegio Notarial de Cataluña (2012)

## Condecoraciones
- Gran Cruz de la Orden de Isabel la Católica (2022)[15]